# Harveyus
Genre
Harveyus est un genre de schizomides de la famille des Hubbardiidae.

## Distribution
Les espèces de ce genre se rencontrent au Mexique au San Luis Potosí et au Tamaulipas et aux États-Unis au Texas.

## Liste des espèces
Selon Monjaraz-Ruedas, Prendini et Francke en 2019 :
- Harveyus contrerasi Monjaraz-Ruedas, Prendini & Francke, 2019
- Harveyus mexicanus (Rowland, 1971)
- Harveyus mulaiki (Gertsch, 1940)
- Harveyus reddelli (Rowland, 1971)

## Étymologie
Ce genre est nommé en l'honneur de Mark Stephen Harvey.

## Publication originale
- Monjaraz-Ruedas, Prendini & Francke, 2019 :  Systematics of the short-tailed whipscorpion genus Stenochrus Chamberlin, 1922 (Schizomida, Hubbardiidae), with descriptions of six new genera and five new species. Bulletin of the American Museum of Natural History, no 435, p. 1-91 (texte intégral).